# كريستيان د. لارسون
كريستيان د. لارسون (بالإنجليزية: Christian D. Larson)‏ هو كاتب أمريكي، ولد في 1874، وتوفي في 1962.